# Bộ Ngỗng
Bộ Ngỗng (Anseriformes) là một bộ chim bao gồm khoảng 180 loài trong ba họ: Anhimidae (an him), Anseranatidae (ngỗng bồ các) và Anatidae, họ lớn nhất, bao gồm hơn 170 loài chim nước, trong số đó có vịt, ngỗng và thiên nga. Đa số các loài hiện nay trong bộ này thích nghi tốt với kiểu sống trên bề mặt nước. Ngoại trừ các loài Họ Anhimidae, tất cả đều có dương vật, một đặc điểm đã bị mất trong các loài chim nhóm Neoaves. Do tính chất thủy sinh của chúng, phần lớn các loài có chân màng để bơi lội tốt hơn (mặc dù một vài loài sau này chủ yếu chỉ sống trên cạn).

## Tiến hóa
Loài chim dạng ngỗng/vịt sớm nhất đã biết là chi Vegavis mới phát hiện gần đây, có lẽ đã sinh sống trong thời gian thuộc kỷ Phấn Trắng. Người ta cho rằng bộ Anseriformes đã bắt nguồn khi nhóm Galloanserae nguyên thủy (nhóm chứa bộ Anseriformes và bộ Galliformes) chia tách thành hai dòng dõi chính. Nhóm chim lớn không bay trong họ Dromornithidae đã tuyệt chủng là đại diện của nhánh con rẽ ra sớm của nhánh Anseriformes, có thể có nguồn gốc từ các tổ tiên tương tự như an him, và điều tương tự như thế có lẽ cũng đối với Gastornis (nếu coi nó là chim dạng ngỗng). Các tổ tiên của bộ Anseriformes đã phát triển cấu trúc mỏ đặc trưng mà hiện chúng vẫn còn chia sẻ. Tổ hợp của hình dáng bên trong của mỏ với các hành động của lưỡi đã biến đổi, chẳng hạn như việc hút nước vào từ rìa đầu của mỏ và xả nước ra từ hai bên và phần gốc của mỏ; một mảng các tấm màng lọc mịn gọi là lá mỏng bắt giữ các phần tử vật chất nhỏ, để sau đó chúng có thể nuốt.
Tất cả các loài trong bộ Anseriformes đều có cấu trúc cơ bản này, nhưng nhiều loài sau này đã thích nghi với các chiến lược kiếm ăn khác: ngỗng chỉ gặm cỏ, vịt mỏ cưa bắt cá; thậm chỉ cả các loài an him với mỏ thoạt nhìn không khác gì của các loài trong bộ Gà (Galliformes) nhưng vẫn có các lá mỏng dạng dấu vết. Nhóm chim tiền sử và lội nước trong họ Presbyornithidae cũng như những loài chim lớn và có lẽ ăn thịt thuộc họ Dromornithidae thậm chí còn kỳ dị hơn.

## Hệ thống hóa
Bộ Anseriformes và bộ Galliformes (gà, trĩ v.v) là những nhóm chim hàm mới nguyên thủy nhất, và sự tiến hóa của chúng diễn ra ngay sau nhóm chim chạy và tinamou (hay gà lôi Nam Mỹ theo tên gọi ban đầu mà người Tây Ban Nha gán cho nhóm này) trong các hệ thống phân loại chim.
Hệ thống hóa và phân loại họ Anatidae (họ Vịt), đặc biệt khi liên quan tới vị trí của một vài chi "kỳ quặc" trong nhóm vịt thật sự hay vịt khoang, vẫn chưa được giải quyết trọn vẹn. Cụ thể xem bài về họ Anatidae để có thêm thông tin cũng như để biết về các cách tiếp cận phân loại khác.
BỘ ANSERIFORMES
- Họ Anhimidae: Chim an him
- Họ Anseranatidae: Ngỗng bồ các

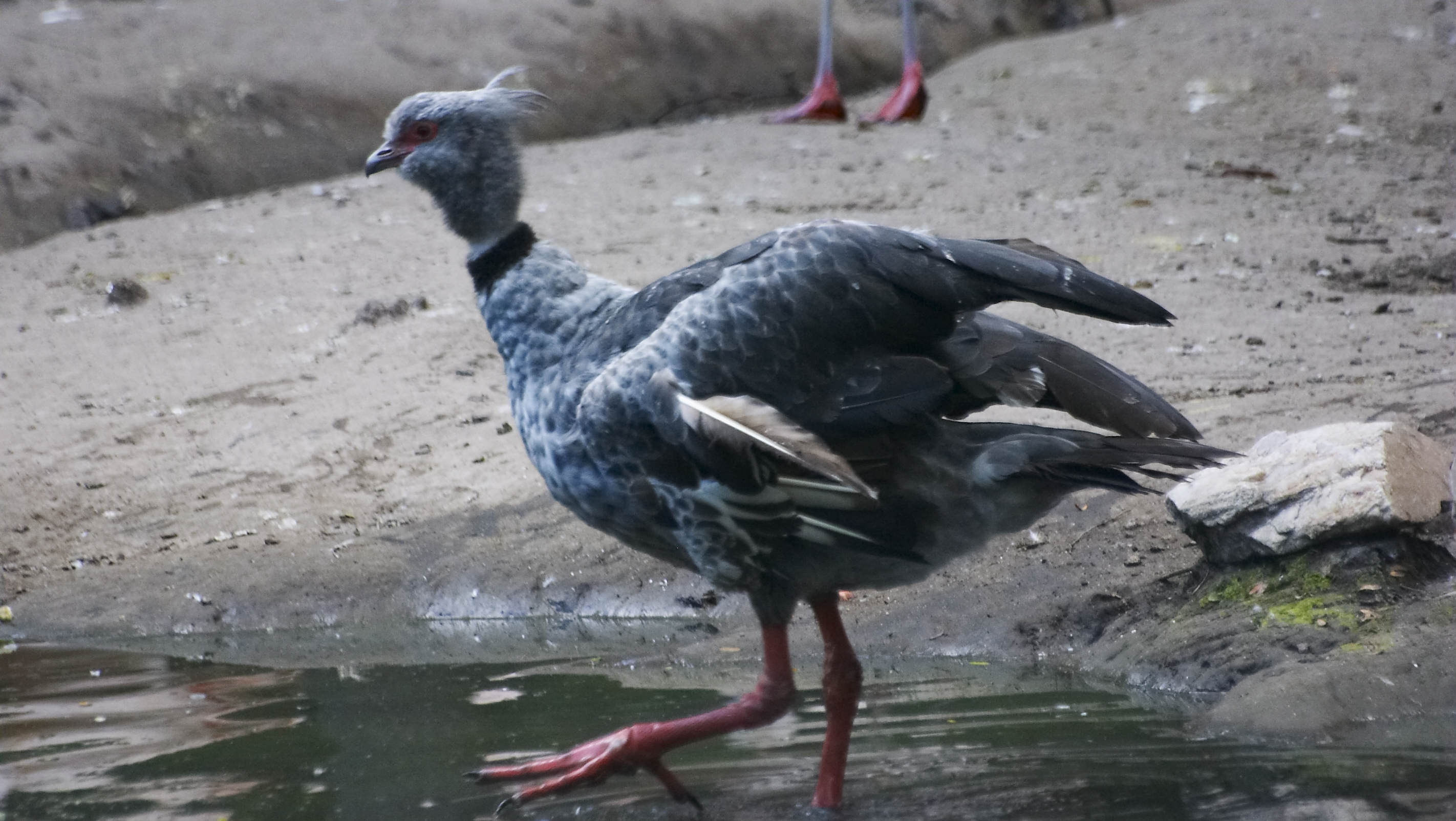
An him mào (Chauna torquata)

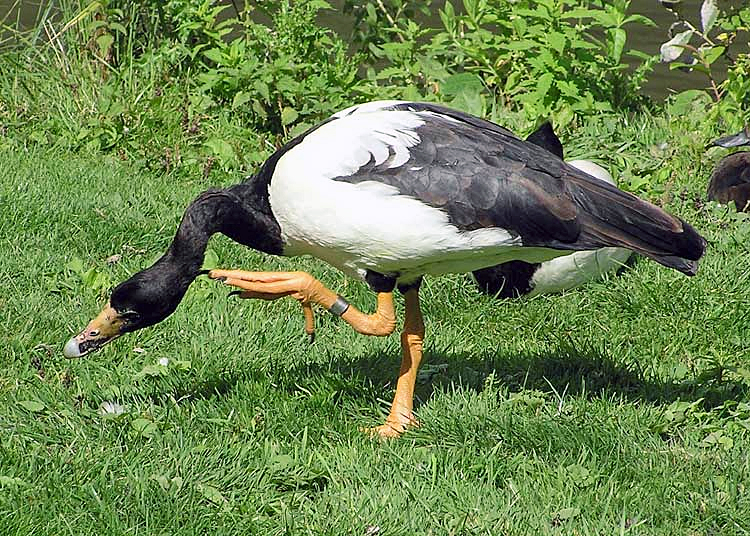
Ngỗng bồ các (Anseranas semipalmata), thành viên duy nhất còn sinh tồn từ dòng dõi trong đại Trung sinh.

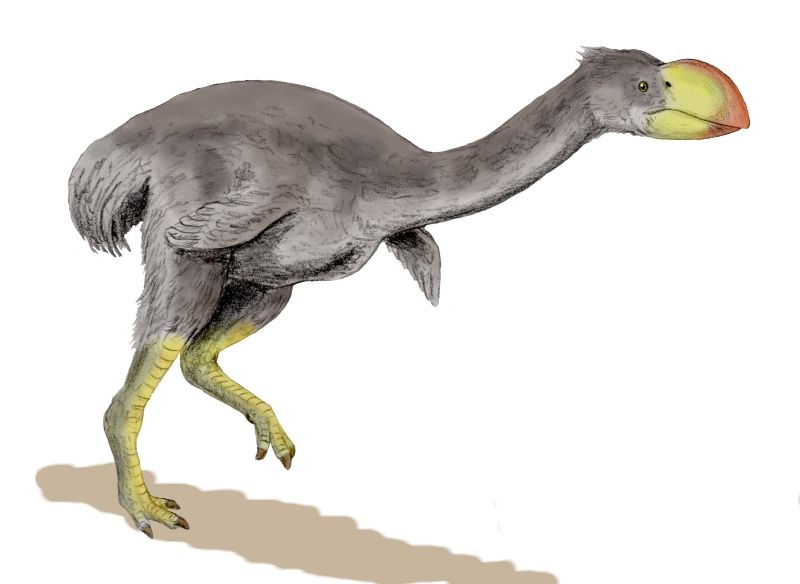
Hình tạo dựng lại của Dromornis stirtoni, một loài mihirung.

- Họ Anatidae: Các dạng vịt, ngỗng, ngan
  - Phân họ Dendrocygninae: Các loài le nâu (đôi khi được nâng lên thành họ với danh pháp Dendrocygnidae).
  - Phân họ Thalassorninae: Vịt lưng trắng.
  - Phân họ Anserinae: Ngỗng và thiên nga.
  - Phân họ Stictonettinae: Vịt tàn nhang.
  - Phân họ Plectropterinae: Vịt/ngỗng cánh cựa.
  - Phân họ Tadorninae: Vịt khoang và ngỗng khoang – có lẽ cận ngành
  - Phân họ Anatinae: Vịt thật sự và moa-nalo
  - Phân họ Aythyinae: Vịt lặn (đôi khi gộp vào phân họ Anatinae)
  - Phân họ Merginae: Vịt biển.
  - Phân họ Oxyurinae: Vịt đuôi cứng và đồng minh.
- Họ Dromornithidae (hóa thạch): mihirung
- Họ Presbyornithidae (hóa thạch): vài chi chứa "ngỗng" lội nước

Các loài diatryma hóa thạch đôi khi cũng được gộp vào bộ này dưới tên gọi cho một họ là Gastornithidae.
Một vài đơn vị phân loại dạng ngỗng hóa thạch không thể gán với độ chắc chắn vào họ nào là: 
- Anatalavis (Hậu Phấn trắng/Tiền Paleocen – Tiền Eocen) - Anseranatidae hoặc là cơ sở. Bao gồm cả "Telmatornis" rex.
- Proherodius (Đất sét London, Tiền Eocen ở London, Anh) - Presbyornithidae?
- Romainvillia (Hậu Eocen/Tiền Oligocen) - Anseranatidae hoặc Anatidae
- Paranyroca (Rosebud, Tiền Miocen ở quận Bennett, Hoa Kỳ) - Anatidae hay họ của chính nó?

Ngoài ra, một lượng đáng kể các hóa thạch chủ yếu thuộc Hậu Phấn trắng và Paleogen đã được miêu tả trong khi vẫn chưa chắc chắn là chúng có thuộc bộ Ngỗng hay không. Điều này là do một thực tế là gần như mọi bộ chim thủy sinh còn sinh tồn ngày nay hoặc là bắt nguồn từ hoặc là trải qua bức xạ thích nghi chính trong thời gian này và như thế rất khó để quyết định xem một số xương của một vài loài chim nước có thuộc về bộ này hay là sản phẩm của tiến hóa song song trong các dòng dõi khác nhau dưới áp lực của sự thích nghi.
- Apatornis (Đá phấn đồi Smoky, Hậu Phấn trắng ở lạch Twin Butte, Hoa Kỳ)
- Vegavis (Hậu Phấn trắng) – gần gũi với Presbyornithidae và Anatidae hơn là với Anseranatidae
- "Presbyornithidae" chi mơ hồ loài không rõ (gen. et sp. indet.) (Barun Goyot, Hậu Phấn trắng ở Udan Sayr, Mông Cổ) - Presbyornithidae?
- UCMP 117599 (Lạch Hell, Hậu Phấn trắng ở Bug Creek West, Hoa Kỳ)
- Petropluvialis (Hậu Eocen ở Anh) – có thể giống như Palaeopapia
- Agnopterus (Hậu Eocen – Hậu Oligocen ở châu Âu) – bao gồm cả Cygnopterus lambrechti
- "Headonornis hantoniensis" BMNH PAL 4989 (Hampstead, Tiền Oligocen ở đảo Wight, Anh) – trước đây là "Ptenornis"
- Palaeopapia (Hampstead, Tiền Oligocen ở đảo Wight, Anh)
- "Anas" creccoides (Tiền/Trung Oligocen ở Bỉ)
- "Anas" skalicensis (Tiền Miocen ở "Skalitz", Czechia)
- "Anas" risgoviensis (Hậu Miocen ở Bavaria, Đức)